# Bill Atkinson (Fußballspieler)
William „Bill“ Atkinson (* 21. Dezember 1944 in Sunderland; † 24. Juni 2013 in Nuneaton) war ein englischer Fußballspieler. Der Schülernationalspieler war Anfang der 1960er Jahre einige Jahre Profi bei Birmingham City und Torquay United, bevor er für eine Vielzahl von Klubs im Non-League football in den Midlands aktiv war.

## Karriere
Atkinson, dessen Onkel Tommy Cummings ebenfalls Fußballprofi war, ragte als Schüler fußballerisch heraus und kam als Vertreter des Schulfußballverbands von Seaham 1960 zu drei Einsätzen in der englischen Schülernationalmannschaft. Unter seinen Mitspielern befanden sich Denis Thwaites, David Pleat, Ron Harris und Len Badger. Nach seiner Schulzeit schloss er sich als Apprentice (dt. Auszubildender) Birmingham City an, im März 1962 stieg er bei dem Klub zum Profi auf. Bis zu seinem Abgang zwei Jahre später blieb er allerdings ohne Pflichtspieleinsatz.
Für eine Ablöse von 3000 £ wechselte er zur Saison 1964/65 zu Torquay United in die Fourth Division, dort wurde er presseseitig als robuster Halbstürmer mit Abstauberqualitäten vorgestellt, der schlammige Spielfelder harten und gefrorenen Plätzen vorzog. Bei Torquay trat er zwar zu Saisonbeginn als Torschütze im League Cup gegen Colchester United und in der Liga gegen den AFC Rochdale in Erscheinung, kam aber zu Saisonbeginn neben sechs Pflichtspielauftritten für die erste Mannschaft auch regelmäßig im Reserveteam in der Western League zum Einsatz, das er teilweise auch als Kapitän anführte. Bereits im Oktober 1964 reichte er daher beim Verein ein Transfergesuch ein, das von den Klubdirektoren negativ beschieden wurde. Atkinson kehrte in der Folge immer wieder für einige Partien in die Mannschaft zurück und bekleidete dabei sowohl die Position des Rechtsaußen als auch die beiden Halbstürmerpositionen. Er war mehrfach Strafstoßschütze für Torquay und verwandelte beim 3:3-Unentschieden in der dritten Runde des FA Cups gegen Erstligist Tottenham Hotspur einen Strafstoß zur zwischenzeitlichen 1:0-Führung, das Wiederholungsspiel unter Beteiligung Atkinsons an der White Hart Lane gewann der Favorit vor über 55.000 Zuschauern dann mit 5:1. 
Nachdem er auch zu Beginn der folgenden Saison ausschließlich für das Reserveteam in der Western League auflaufen musste, wurde er im Oktober 1965 von Nuneaton Borough in die Southern League geholt, die neben Atkinson auch seinen Mannschaftskollegen Colin Bettany verpflichteten. Atkinson erzielte zwar in seinem ersten Auftritt für Nuneaton gegen Cheltenham Town einen Treffer und erzielte in einem Freundschaftsspiel gegen Leicester City gegen Nationaltorhüter Peter Shilton das erste Tor unter Flutlicht im heimischen Manor Park, verlor seinen Platz im Team aber bereits am Jahresende und erhielt am Saisonende keine Vertragsverlängerung angeboten.
Zur Saison 1966/67 schloss sich der Stürmer dem in der zweitklassigen Division One der Southern League spielenden Klub Rugby Town an, im August 1967 wechselte er zu Atherstone Town in die West Midlands (Regional) League, bereits Ende September 1967 zog er zu Lockheed Leamington in die Midland League weiter. Ab Januar 1968 spielte er für eine Vielzahl von Klubs in der West Midlands (Regional) League, in die er von seinem früheren Birmingham-Trainer Gil Merrick zu den Bromsgrove Rovers zurückgeholt worden war. In der Folge spielte er für den FC Tamworth und den FC Redditch (Wechsel im Oktober 1968); im Februar 1969 wurde er zum FC Bilston (zwei Treffer beim Debüt) transferiert, bevor er im Sommer 1969 zu Redditch zurückkehrte. Im Oktober 1971 trat er dem in Bedworth beheimateten Klub Poplar Athletic bei, einem der führenden Teams der lokalen Sunday Leagues, im April 1972 stand er mit dem Team im Finale um den County FA Sunday Junior Cup (0:1 nach Verlängerung gegen die Westlea Wanderers). Seine Fußballerlaufbahn soll noch bis 1974 angedauert haben.
Atkinson blieb nach seinem fußballerischen Karriereende dem Lokalsport von Nuneaton verbunden. Als Fußballschiedsrichter leitete er 20 Jahre Spiele der lokalen Nuneaton Sunday League und gehörte auch deren Ligakomitee an. Mit seinem Unternehmen Nuneaton Industrial Cleaners trat er zudem einige Jahre als Ligasponsor auf. Auch im Cricket war er aktiv, als Spieler für Ansley, Umpire und Vorsitzender der Nuneaton Thursday League. Zwei Wochen vor seinem Tod erhielt Atkinson eine Auszeichnung der Birmingham County FA für 50 Jahre Verdienste im Fußballsport. Atkinson verstarb im Juni 2013 68-jährig in Nuneaton, er hinterließ seine Frau und zwei Söhne.